# Hybridvårstjärna
Hybridvårstjärna (Scilla × allenii) är en sparrisväxtart som först beskrevs av George Nicholson, och fick sitt nu gällande namn av Franz Speta. Hybridvårstjärna ingår i släktet blåstjärnesläktet, och familjen sparrisväxter. Arten förekommer tillfälligt i Sverige, men reproducerar sig inte.